# Grand Prix SAR La Princesse Lalla Meryem 2004
Il Grand Prix SAR La Princesse Lalla Meryem 2004 è stato un torneo di tennis giocato sulla terra rossa. È stata la 4ª edizione del Grand Prix SAR La Princesse Lalla Meryem, che fa parte della categoria Tier V nell'ambito del WTA Tour 2004. Si è giocato a Casablanca in Marocco, dal 5 all'11 aprile 2004.

## Campioni

### Singolare
Émilie Loit ha battuto in finale  Ľudmila Cervanová con il punteggio di 6–2, 6–2

### Doppio
Marion Bartoli /  Émilie Loit hanno battuto in finale  Katarina Srebotnik /  Els Callens con il punteggio di 6–4, 6–2